# Transzázsiai vasútvonal
A transzázsiai vasútvonal (rövidítés: TAR az angol Trans-Asian Railway név alapján) egy tervezet, melynek célja az Európát és Ázsiát átívelő egységes teherfuvarozási vasúthálózat létrehozása. A TAR az ENSZ Ázsiai és Csendes-óceáni Gazdasági és Szociális Bizottságának (UNESCAP) tervezete.

## Története
A tervezetet 1960-ban indították, célja egy 14 000 kilométeres folytonos vasúti összeköttetés létrehozása Szingapúr és Isztambul között európai és afrikai irányú kapcsolódás lehetőségével. Akkoriban a vízi- és légiközlekedés még nem volt annyira fejlett, a tervezettől az Európa és Ázsia közötti fuvarozás idejének és költségének jelentős csökkenését várták. A TAR-tervezet fejlesztésének lendületét politikai és gazdasági akadályok fogták vissza a 60-as, 70-es és a korai 80-as években; a 90-es évekre viszont – köszönhetően a hidegháború befejeződésének és az országok közötti viszonyok normalizálódásának – javultak a kilátások a transzázsiai vasútvonal létrejöttével kapcsolatban.
A TAR-tervezet legfőbb előnye az Eurázsiai kontinens növekvő áruforgalma által támasztott fuvarozási igény kielégítése, valamint a tengertől elzárt országok – mint Laosz, Afganisztán, Mongólia vagy a volt Szovjet Belső-Ázsia – gazdasági és kereskedelmi vérkeringésbe kapcsolása.
Bár a tervezetben foglalt vasútvonalak jelentős része létezik, még vannak jelentős hiányok. Nagy kihívást jelent az eltérő nyomtávokhoz való alkalmazkodás, mivel a TAR-rendszer nem kíván eltérni a nemzeti szabványoktól. Európa túlnyomó része, továbbá Törökország, Irán, Kína és a két Korea 1435 mm-es nyomtávot használ; Finnországban és a volt Szovjetunió területén 1520 mm a szabvány; India, Pakisztán, Banglades és Srí Lanka területén 1676 mm-es a nyomtáv, míg Délkelet-Ázsia nagy részén keskeny nyomtávú vasútvonalak vannak. Az átjárhatóság érdekében jelentős műszaki beruházásra lesz szükség, hogy biztosítsák az átrakodást az eltérő nyomtávú szakaszok között.

## Tervezett közlekedési folyosók
2001-ig négy folyosót tanulmányoztak a tervezet részeként:
- Az Északi folyosó Európát köti össze a Csendes-óceán partvidékével Németország, Lengyelország, Fehéroroszország, Oroszország, Kazahsztán, Mongólia, Kína és a két Korea érintésével. A következő helyeken kell nyomtávot váltani: lengyel-belarusz határ (1435 mm → 1520 mm), kazah-kínai határ (1520 mm → 1435 mm), mongol-kínai határ (1520 mm → 1435 mm). A 9200 km hosszú transzszibériai vasútvonal lefedi a folyosó nagy részét és jelenleg is nagy mennyiségű teherforgalmat bonyolít le Kelet-Ázsia és Moszkva, valamint Európa többi része között. Az észak-koreai rezsim politikai elszigeteltsége miatt Dél-Korea csak tengeri út közbeiktatásával tudja elérni a vonalat a Vlagyivosztoki kikötőn keresztül.
- A Déli folyosó Európából indul Délkelet-Ázsia felé kapcsolatot teremtve Törökország, Irán, Pakisztán, India, Banglades, Myanmar, Thaiföld, Kína, Malajzia és Szingapúr között. Hiányzó szakaszok vannak Kelet-Iránban, India és Myanmar, Myanmar és Thaiföld, Thaiföld és Kambodzsa, Kambodzsa és Vietnám valamint Thaiföld és Kína között. Eltérő a nyomtáv Irán és Pakisztán (1435 mm → 1676 mm), India és Myanmar (1676 mm → 1000 mm), valamint Myanmar és Kína (1000 mm → 1435 mm) határán.
- A Délkelet-ázsiai hálózat Délkelet-Ázsia országai (nevezetesen Indonézia, Malajzia, Dél-Thaiföld és Szingapúr valamint Kambodzsa, Kína, Laosz, Myanmar, Észak- és Kelet-Thaiföld és Vietnam) között hoz létre kapcsolatot.
- Az Észak-déli folyosó Észak-Európát és a Perzsa-öböl országait köti össze. A főfolyosó Helsinkiből indul Oroszországon át a Kaszpi-tenger felé, ahol háromfelé ágazik: a nyugati útvonal Azerbajdzsánon és Örményországon át halad Nyugat-Iránba; a középső a Kaszpi-tengert kompon keresztezve éri el Iránt; a keleti útvonal Kazahsztán, Üzbegisztán és Türkmenisztán területén áthaladva éri el Iránt. A három vonal Teheránban találkozik és tovább halad délre Bandar Abbasz kikötőjéig

## Külső hivatkozás
- The Trans-Asian Railway
- Kép a transzázsiai vasúthálózat szakaszairól